# قطران

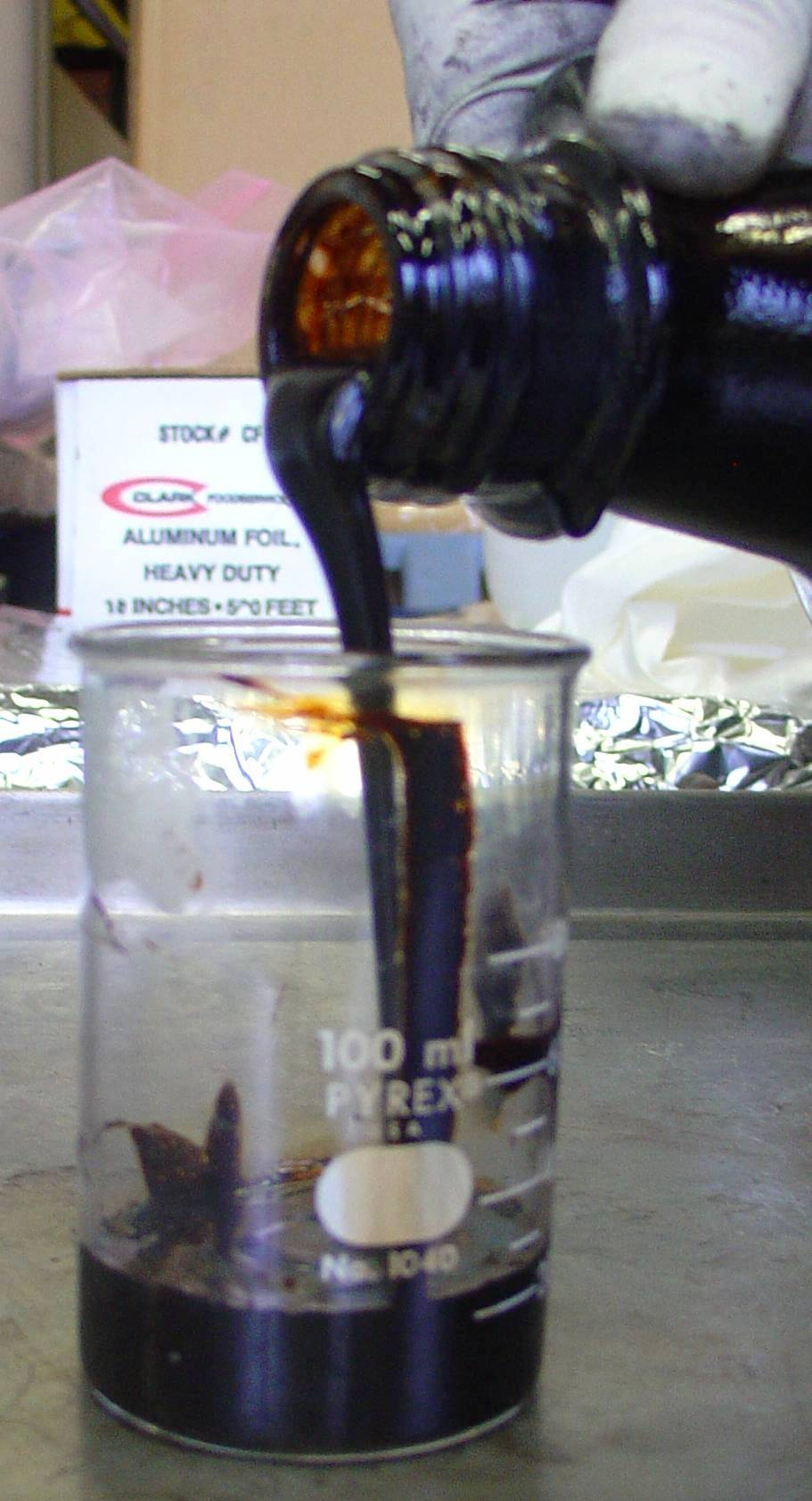
القطران

القطران أو القار هو خليط من السوائل العضوية عالية اللزوجة، لونها أسود، وهو ما يتبقى في قاع برج التقطير عقب التكرير التجزئي للنفط وهو أثقل منتجات النفط وأعلاها في درجة الغليان وكان يستخدم في عملية رصف الطرق.
معظم القار يحتوي على الكبريت، والنحاس وتتضمن العديد من المعادن الثقيلة مثل النيكل، والفاناديوم، الرصاص، الكروم، الزئبق، وأيضا السيلينيوم، وغيرها من العناصر السامة. القار جيد في الحفاظ على أحافير النباتات والحيوانات

## الاستخدامات
كان يستخدم لتعبيد الطرق وحل محله الاسفلت ومن الممكن استخدامه لعزل الأسقف والسطح من تسرب المياه.
في الماضي كان يستخدم القار لعزل القوارب، وحتى لطلاء المباني مع بعض الإضافات. المؤرخ اليوناني هيرودوتس قال إن القار استخدم في قذائف المنجنيق المستخدمة في بابل
وأيضا استخدمته طائفة يهودية للحفاظ على مخطوطات (قمران) التي اكتشفت عام1947م
وهي لفائف أسطوانية جلدية كتانية ولفائف نحاسية مطلية بالقطران للحفاظ عليها ومنعها من التلف. كما أنه يستعمل للزخرفة على الأواني الطينية أو الفخارية في بعض الحضارات.

## أضرار
ينتج القطران كمادة فرعية عن السجائر وهو ضار جدا بالصحة.

## بدائل القطران
لقد أصبح العالم يشعر بالقلق بصورة متزايدة إزاء تغير المناخ العالمي ويعتقد أن سببها غازات الاحتباس الحراري، وعلى رأسها ثاني أكسيد الكربون البشرية المنشأ التي تطلق في الجو من حرق الوقود الأحفوري، وقد أدى هذا إلى إدخال بدائل للقطران التي هي أكثر ملاءمة للبيئة وغير سامة. القطران يمكن أن يتم استخراجه من مواد غير البترولية القائمة على الموارد المتجددة، مثل السكر وقش الأرز، والذرة والبطاطس والنشا، ويمكن أيضا الحصول عليه عن التقطير الجزئي لزيوت المحركات المستهلكة.